# Kerstin Weiss
Kerstin Weiss (7 de octubre de 1982) es una atleta chilena. Es la atleta que mantiene el récord nacional de Salto de altura con una marca de 1,80 metros. El 1 de junio de 2001 Kerstin Weiss marca por primera vez el récord en Bolivia y lo hizo por segunda vez el 1 de junio de 2005 también en Cochabamba, Bolivia.

## Historia
Kerstin Weiss estudió en el Colegio Alemán de Valparaíso y logró clasificar al Mundial Juvenil de Atletismo en la prueba de Salto Triple, Salto de altura y Salto con Garrocha siendo estudiante. Luego de pasar la educación media, la atleta estudió Kinesiología en la Universidad Nacional Andrés Bello. Además, fue parte del club Route de Triatlón en Chile.
Actualmente se encarga del marketing en La Junta Wines & CHER Chile.

## Logros
Su primera competencia en Salto de altura fue en Cochabamba, Bolivia el 3 de junio de 2001, fecha en la que batió el récord chileno en Salto de altura con una marca de 1,80 metros. El 12 y 18 de octubre de 2001 quedó en el segundo y cuarto lugar, respectivamente, en la categoría Salto de altura en la competencia de Santa Fe Pan-Americano Junior CH en Argentina.
El 30 de abril de 2005 participó en el Torneo Carlos Strutz  de Santiago de Chile en el que obtuvo el primer lugar con 1.75 metros. El 22 de mayo de 2005 quedó en el primer lugar con 1.76 metros en el South American University CH en Guayaquil. El 1 de junio de 2005, la atleta participó en el Torneo Int. Mario Paz, Cochabamba en Colombia en el que obtuvo por segunda vez el primer lugar en Salto de altura. El 19 de junio del mismo año, estuvo en Sao Paulo donde quedó en el tercer lugar con una marca de 1.76 metros. El 22 de julio de 2005 participó en Santiago de Cali South American Championships en Colombia en el que obtuvo el sexto lugar en su expertis llegando a los 1.79 metros.  
El 1 de abril de 2006 en Santiago de Chile, la atleta quedó nuevamente en el primer lugar con la marca 1.75 metros en el Torneo Todo Competidor AARM. Mantuvo el primer lugar, pero con una marca de 1.74 metros en Sao Paulo Festival de Velocidade e Saltos